# Pretioscopus ghanaensis
Pretioscopus ghanaensis är en insektsart som beskrevs av Webb 1976. Pretioscopus ghanaensis ingår i släktet Pretioscopus och familjen dvärgstritar. Inga underarter finns listade i Catalogue of Life.